# Hylurgus ligniperda
Hylurgus ligniperda là một loài côn trùng trong họ Curculionidae. Loài này được Fabricius miêu tả khoa học đầu tiên năm 1787.
Đây là loài gây hại của các cây trong chi Pinus, phát triển phổ biến ở Chile.